# إغريمة أحمدية
غريميا أحمدية (الاسم العلمي: Grimmia ahmadiana) هي نوع من النباتات تتبع جنس الغريميا من الفصيلة الغريمية.